# Bukhan (rivière)
Le Bukhan est une rivière coréenne d'une longueur de 482 km. Il est un affluent du fleuve Han.

## Source de la traduction
- (en) Cet article est partiellement ou en totalité issu de l’article de Wikipédia en anglais intitulé « Bukhan River » (voir la liste des auteurs).